# Odolion
Odolion – wieś w Polsce położona w województwie kujawsko-pomorskim, w powiecie aleksandrowskim, w gminie Aleksandrów Kujawski, w połowie drogi między Aleksandrowem Kujawskim a Ciechocinkiem, przy drodze wojewódzkiej nr 266.
| SIMC    | Nazwa     | Rodzaj    |
| ------- | --------- | --------- |
| 1027389 | Tomaszewo | część wsi |

Znajduje się tu przystanek kolejowy na linii Aleksandrów Kujawski – Ciechocinek, budynek kolei, sklep, restauracja, hotel, stacja paliw, remiza OSP i kościół parafialny. W 2018 otwarto tutaj restaurację McDonald’s.
W Odolionie znajduje się węzeł drogowy „Ciechocinek” umożliwiający zjazd i wjazd na autostradę A1 w sąsiedztwie Ciechocinka i Aleksandrowa Kujawskiego.
W latach 1975–1998 miejscowość administracyjnie należała do województwa włocławskiego.
Wieś sołecka – zobacz jednostki pomocnicze gminy Aleksandrów Kujawski w BIP.